# Rafael Seligmann (Autor, 1875)
Rafael Seligmann, auch Raphael und Seligman, Seeligmann, Zeligmann (geboren Juni 1875 in Minsk, Russisches Kaiserreich; gestorben 3. September 1943 in Tel Aviv, Völkerbundsmandat für Palästina), war ein russisch-deutscher Publizist und Übersetzer ins Jiddische.

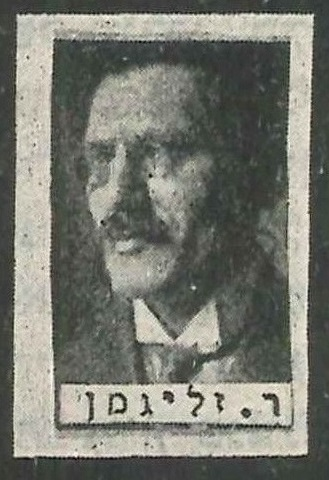
Raphael Seligmann beim 20-jährigen Jubiläum unter den Autoren der Haolam (1926)

## Leben
Seligmann entstammte einer Rabbinerfamilie und studierte ab 1900 Philosophie in der Schweiz, wo er 1911 promovierte. Nach dem Ende des Ersten Weltkriegs lebte er in Berlin und gehörte zu den Mitarbeitern der jiddischen Wochenzeitung Der Freitag und schrieb für die Zeitschriften Der Jude, Die jüdische Welt (Wilna), Die Zukunft, Das neue Leben, die Sozialistischen Monatshefte und das Organ der Zionistischen Weltorganisation Haolam.
Seligmann schrieb auch in deutscher Sprache. In den 1920er Jahren übersetzte er für jiddische Verlage, die sich nach der Russischen Revolution in Berlin angesiedelt hatten, u. a. Henri Barbusse (Clarté), Gustave Flaubert (Hérodias), Ricarda Huch (Das Judengrab), ein Buch Jakob Klatzkins über Hermann Cohen, Moses Gaster aus dem Englischen über den Ehevertrag, Prosper Mérimée (Carmen), Auszüge aus der Römischen Geschichte von Theodor Mommsen, Tao Te King von Laotse sowie Aphorismen von Epiktet und eine Schrift von Franz Landsberger über Impressionismus und Expressionismus ins Jiddische. Er übersetzte auch ins Hebräische.
Nach der Machtergreifung der Nationalsozialisten emigrierte Seligmann nach Palästina, bzw. laut der Kurzbiografie bei Andreas Herzog Ost und West wurde Raphael Seligmann 1943 ein Opfer der Shoa, er wäre demnach nicht emigriert.

## Schriften (Auswahl)

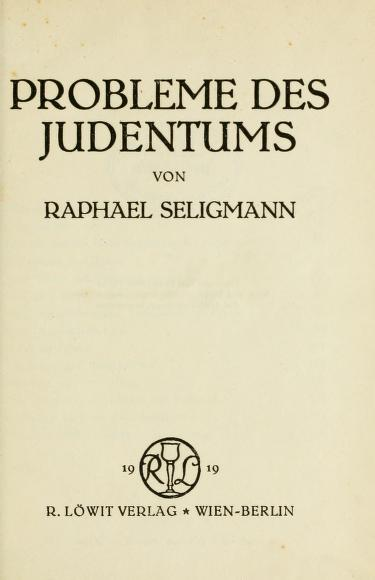
Raphael Seligmann: Probleme des Judentums (1919)

- Probleme des Judentums. R. Löwit, Wien 1919. (Digitalisat)
- Mensch und Welt. Versuch einer neuen Metaphysik auf erkenntnistheoretisch-psychologischer Grundlage. Welt-Verlag, Berlin 1921.
- Zur Psyche des russischen Volkes. A. Seehof, Berlin 1921.
- Alexander Kulischer[3]: Lord Biqonsfild fun 1804 biz 1832. Übersetzung von Rafael Seligmann aus dem Manuskript. Rimmōn, Berlin–London 1923. [i.e. Biografie der ersten Lebensjahre Benjamin Disraelis.]
- Die jüdische Kleinstadt und die jiddische Literatur. In: Süddeutsche Monatshefte, 13 (1915/16) H. 5, S. 802–812. Abgedruckt bei Andreas Herzog (Hrsg.): Ost und West: jüdische Publizistik 1901–1928, S. 206–221.